# Karawanken-Tonalitpluton
Der Karawanken-Tonalitpluton, manchmal auch nur Karawanken-Tonalit, ist ein oligozäner Intrusivkörper entlang der Periadriatischen Naht in Kärnten und Slowenien.

## Geographie
Der Karawanken-Tonalitpluton ist eine 43 Kilometer lange und maximal 2,2 Kilometer breit werdende Lamelle aus Tonalit, die unmittelbar nördlich der Periadriatischen Naht (örtlich als Remschenig-Störung bezeichnet) in Ostsüdost-Westnordwest-Richtung (N 115) streicht. Die Intrusion setzt im Osten bei Plešivec in Slowenien ein. Sie zieht dann auf österreichisches Staatsgebiet, streicht südlich von Eisenkappel durch das Remschenigtal und endet im Westen kurz vor der Vellach. Eine kleine isolierte Linse erscheint weiter westlich südlich von Villach bei Susalitsch in den Karawanken.

## Geologie

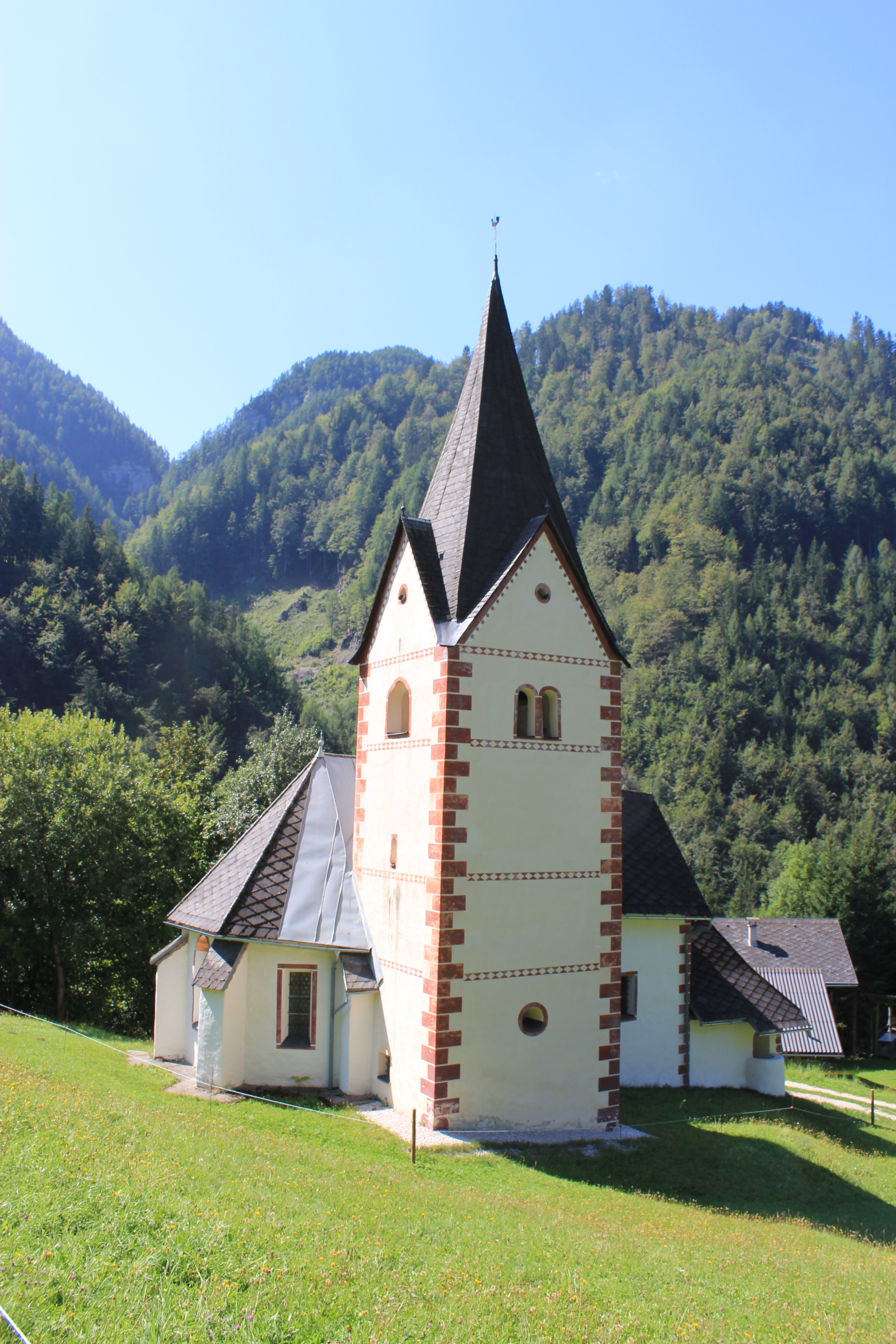
Die Talniederung um St. Margarethen wird vom Karawanken-Tonalit unterlagert. Im Hintergrund die Nordwände der Uschowa aus südalpiner Trias.

Die Periadriatische Naht, in Slowenien auch als 50 bis 60 Kilometer langes Smrekovec-Lineament bekannt, stellt eine bedeutende Terrangrenze dar und entstand aufgrund dextraler (rechtsverschiebender) Transpression zwischen den im Norden gelegenen Ostalpen einerseits und den Südalpen im Verbund mit den Externen Dinariden im Süden andererseits. Sie verschwindet im Osten unterhalb von tertiären Sedimenten des südwestlichen Pannonischen Beckens und setzt sich wahrscheinlich in nordöstlicher Richtung im Balaton-Lineament Ungarns fort. Zwei weitere Ableger durchziehen das südliche Pannonische Becken östlich des Zagreb-Zemplen-Lineaments unter Beibehaltung der gleichen Ostsüdost-Richtung und folgen der Drava- und der Sava-Depression (Sava-Störung). Im umgebenden Grundgebirge des Pannonischen Beckens konnten paläogene Granitoide mit auflagernden Andesiten und Daziten erbohrt werden. Die Šoštanj-Störung, Südostabschnitt des Smrekovec-Lineaments, wird von der dextralen Labot-Störung südlich des Bachergebirges abgeschnitten und nach Südost versetzt.
Der Karawanken-Tonalitpluton wird weiter nördlich noch von einer zweiten, ähnlich steilstehenden, 45 Kilometer langen Granitoidlamelle begleitet, dem Karawanken-Granitpluton. Dieser ist mit 224 bis 216 Millionen Jahren wesentlich älter und stammt aus der Obertrias (Karnium). Zwischen den beiden Plutonitlamellen ist austroalpines Grundgebirge, bestehend aus Cordierit-führendem metamorphem Paläozoikum (Paragneise, Mikroklingneise, Phyllonite, Amphibolite und Cordierit-Knotenschiefer), eingeklemmt. Hornfelse lassen die kontaktmetamorphe Aufheizung durch den Tonalit erkennen.
Weiter gen Norden folgt dann eingekeilt zwischen zwei dextralen Seitenverschiebungen die Lamelle des Eisenkappel-Diabases sowie intern sich überschiebende, nordvergente Plattformkalke aus der Mittel- und Obertrias, die ihrerseits auf das spätmiozäne/pliozäne Sattnitz-Konglomerat des Klagenfurter Beckens aufgeschoben sind. Das Klagenfurter Becken ist ein Flexurbecken mit mehr als 1000 Meter Sedimentfüllung. Sein Alter reicht vom Serravallium (Sarmatium) zum oberen Messinium (Pontium), die Hangendkonglomerate sind pliozänen, möglicherweise sogar pleistozänen Alters.
Südlich der Periadriatischen Naht steht der Karawanken-Tonalitpluton in anormalen Kontakt mit paläozoischen und triassischen Formationen der nordwestlichen Dinariden und des Südalpins. Das Paläozoikum fehlt meist oder ist nicht aufgeschlossen. Die nach Norden aufgeschobene Trias beginnt mit den Werfener Schichten, gefolgt von grauen Dolomiten, gebankten Kalken und Flaserkalken. In Slowenien wird die Südseite des Smrekovec-Lineamens und der Šoštanj-Störung von den Smrekovec-Vulkaniten aufgebaut – oligozäne/miozäne Andesite, basaltische Andesite und Dazite sowie deren vulkaniklastische Äquivalente.
Die Störung steht mehr oder weniger senkrecht und zeichnet sich durch Kataklasite, Mylonite und Ultramylonite aus. Die Karawanken bei Eisenkappel stellen somit insgesamt eine so genannte Blumenstruktur dar (Englisch flower structure), wie sie für Transpressionsgürtel charakteristisch ist.

## Petrographie
Der mittel- bis grobkörnige Karawanken-Tonalitpluton wurde entlang der Periadriatischen Naht von einer sehr starken Dynamometamorphose erfasst und duktil verformt, so dass er jetzt ein deutlich ausgeprägtes flächiges Parallelgefüge (Foliation) aufweist. Deswegen wurde er früher auch als Tonalitgneis angesprochen. Auf dieser Hauptschieferungsfläche ist außerdem eine Lineation klar zu erkennen, die von ausgelängter Hornblende, Biotit und gestreckten mafischen Inklusionen definiert wird. Sie fällt mit 13° nach Ostsüdost ein.
Der Pluton enthält zahlreiche mafische Einschlüsse dioritischer Zusammensetzung und wird von hellen aplitischen als auch dunklen mafischen Adern und Gängen durchsetzt.
Der Pluton besitzt folgenden Mineralbestand:
- Quarz – 30 Volumenprozent
- Plagioklas – 41,3 Volumenprozent
- Alkalifeldspat – 9,2 Volumenprozent
- Biotit – 10 Volumenprozent
- Hornblende – 6,5 Volumenprozent
- Myrmekit

Die Akzessorien beanspruchen insgesamt 3 Volumenprozent und enthalten frühen Apatit und Zirkon, späten Allanit und Sphen, möglicherweise auch Monazit, sowie als opake Erzminerale Ilmenit, Magnetit und Pyrit. Sekundärbildungen sind Chlorit, Epidot, Klinozoisit, Serizit, Kaolinit und Karbonate. Selten vorkommender Almandin darf als Xenokristall angesehen werden.
Der recht kleinkörnige, xenomorphe Quarz ist von grauer Farbe und zeilenweise angeordnet. Er zeigt Porenzüge und enthält gelegentlich kleine Einschlüsse von Ilmenit und Zirkon. Der einige Millimeter große, oszillatorisch zoniert gebaute Plagioklas erscheint rein weiß. Die Kerne sind sehr Anorthit-reich (An90 bis An65), in Mantel und Hülle sinkt der Anorthit-Gehalt bis auf An30, ja bis auf An25 ab. Plagioklas kann Klinozoisit und Hellglimmer enthalten, wobei sich letzterem meist auch noch Biotit hinzugesellt. Der xenomorphe Alkalifeldspat ist wahrscheinlich Orthoklas mit schwacher Triklinisierung. Myrmekit findet sich an der Grenze zwischen Plagioklas und Alkalifeldspat. Seine Warzensstängel aus Quarz ragen konvex in den Alkalifeldspat. Der pleochroische Biotit tritt in schwarzen, bis zu 7 Millimeter großen Tafeln auf, die sich zu Aggregaten zusammenballen. Er kann sich zu Chlorit unter Ausscheidung von Sphen zersetzen. Als Einschlüsse enthält er idiomorphen Plagioklas. Die prismatische, ebenfalls pleochroische Hornblende ist von dunkelgrüner bis schwarzer Farbe und kann bis 20 Millimeter lang werden. Einschlüsse von idiomorphem Plagioklas belegen wie auch schon beim Biotit die Priorität des Plagioklases in der Kristallisationsabfolge. Der prismatische, 0,3 Millimeter lange Apatit bildet Einschlüsse in Biotit, Hornblende und Feldspat. Der mitunter zonierte Epidot wird bis zu 0,6 Millimeter groß und findet sich häufig an Hornblenderändern. Chlorit ist eine Sekundärbildung nach Hornblende und Biotit.
Das Erscheinen von Myrmekit verweist auf metasomatische Vorgänge im bereits verfestigten Gestein.

## Petrologie

### Hauptelemente
Folgende Tabelle soll die chemische Hauptelement-Zusammensetzung des Karawanken-Tonalitplutons veranschaulichen:
| Oxid Gew. % | Tonalit 1 | Tonalit 2 | Tonalit 3 | Tonalit/ Granodiorit | Granodiorit | Normmineral Gew. % | Tonalit 1 | Tonalit 2 | Tonalit 3 | Tonalit/ Granodiorit | Granodiorit |
| ----------- | --------- | --------- | --------- | -------------------- | ----------- | ------------------ | --------- | --------- | --------- | -------------------- | ----------- |
| SiO2        | 58,90     | 60,72     | 62,40     | 64,20                | 68,10       | Q                  | 19,50     | 18,40     | 22,40     | 20,30                | 28,10       |
| TiO2        | 0,83      | 0,52      | 0,60      | 0,58                 | 0,35        | C                  |           | 1,50      | 2,70      |                      | 3,40        |
| Al2O3       | 17,00     | 17,25     | 18,00     | 15,50                | 17,20       | Or                 | 8,50      | 11,90     | 10,50     | 1,70                 | 14,10       |
| Fe2O3       | 3,05      | 1,79      | 1,21      | 1,80                 | 0,90        | Ab                 | 19,30     | 23,60     | 23,10     | 30,80                | 29,70       |
| FeO         | 4,63      | 3,93      | 4,07      | 3,55                 | 2,08        | An                 | 32,50     | 25,10     | 24,80     | 20,40                | 14,80       |
| MnO         | 0,17      | 0,16      | 0,14      | 0,11                 | 0,14        | Di                 | 0,25      |           |           | 5,50                 |             |
| MgO         | 3,35      | 3,99      | 2,99      | 2,25                 | 1,90        | En                 | 8,40      | 10,10     | 7,50      | 4,10                 | 4,70        |
| CaO         | 6,80      | 5,35      | 5,09      | 5,64                 | 3,16        | Fs                 | 4,90      | 5,20      | 5,80      | 3,10                 | 2,80        |
| Na2O        | 2,25      | 2,75      | 2,71      | 3,62                 | 3,51        | Mt                 | 4,50      | 2,60      | 1,80      | 2,60                 | 1,30        |
| K2O         | 1,42      | 1,98      | 1,76      | 1,96                 | 2,38        | Il                 | 1,60      | 1,00      | 1,10      | 1,10                 | 0,70        |
| P2O5        | 0,20      | 0,27      | 0,11      | 0,17                 | 0,13        | Ap                 | 0,50      | 0,60      | 0,30      | 0,40                 | 0,30        |
| LOI         | 1,80      | 0,89      | 1,45      | 0,11                 | 0,66        |                    |           |           |           |                      |             |

Die subalkalischen Tonalite besitzen einen kalkalkalischen Charakter mit mittlerem Kalium-Gehalt (Englisch medium-K). Sie gehören ferner den Granitoiden des I-Typus an. Die SiO2-Werte variieren zwischen 58 und 68 Gewichtsprozent, die Tonalite sind daher intermediäre, Andesiten äquivalente plutonische Gesteine. Ihre TiO2-Werte sind recht niedrig.
Die Tonalite sind überdies Quarz-normativ und folglich an Quarz übersättigt. Das teilweise Auftreten von normativem Korund verweist auf den peraluminosen, von normativem Diopsid auf einen metaluminosen Charakter der Gesteine.

### Spurenelemente
Tabelle mit Spurenelementen:
| Spurenelement ppm | Tonalit/ Granodiorit 1 | Tonalit/ Granodiorit 2 |
| ----------------- | ---------------------- | ---------------------- |
| Cr                | 91                     | 110                    |
| Cs                | 2,8                    | 2,4                    |
| Zr                | 175                    | 154                    |
| Nb                | 9,0                    | 7,0                    |
| Nd                | 23,4                   | 14,2                   |
| Rb                | 64,0                   | 74,0                   |
| Sr                | 280                    | 240                    |
| Ba                | 343                    | 318                    |
| Th                | 12,20                  | 5,09                   |
| Ta                | 0,92                   | 0,84                   |
| Hf                | 4,90                   | 4,10                   |
| La                | 31,6                   | 13,8                   |
| Ce                | 62,4                   | 30,0                   |
| Sm                | 4,32                   | 3,44                   |
| Eu                | 1,02                   | 0,89                   |
| Tb                | 0,551                  | 0,497                  |
| Yb                | 2,06                   | 1,90                   |

Die Spurenelementkonzentrationen der Karawanken-Tonalite sind durchaus vergleichbar mit den Granodioriten des Pohorje-Plutons, liegen jedoch gewöhnlich etwas niedriger. Es besteht überdies eine unbestreitbare Ähnlichkeit zur Re-di-Castello-Gruppe des Adamello-Plutons und zum Bergell-Pluton. Dies trifft insbesondere für die Spurenelemente Hafnium, Zirkonium, Yttrium, Thorium und Uran, aber auch für die meisten Seltenen Erden zu. Eine gute Übereinstimmung zeigen auch die Elementarverhältnisse Ba/Sr, Ba/La, Nb/Th und Nb/U.
Bei den Seltenen Erden ist eine sehr deutliche Anreicherung der LREE gegenüber den HREE zu beobachten. Aufgetragen zeigen die LREE ein sehr steiles und konsistentes Einfallen, das auf die Fraktionierung von Hornblende hinweist. Europium besitzt eine nur schwach ausgeprägte negative Anomalie, die eine nur mäßige Fraktionierung von Feldspäten indiziert. Die HREE verlaufen sehr flach und niedrig konzentriert, was seinerseits die Fraktionierung von Klinopyroxen impliziert.
Die inkompatiblen Spurenelementverhältnisse K/Ba (34 bis 55), K/Rb (265 bis 295), Ba/Sr (1,2 bis 1,3) und Rb/Cs (22,9 bis 30,8) sind sehr hoch und typisch für Granite und Andesite des Kontinentalrandes. Hohe Verhältnisse von Ba/Nb (38 bis 45) und Ba/La (11 bis 23) sowie ein niedriges Nb/Th-Verhältnis (0,7 bis 1,4) lassen eine Kontamination durch kontinentale Kruste erkennen.
Rb-Hf-Ta-Dreiecksdiagramme verdeutlichen, dass die Karawanken-Tonalite im Übergangsbereich zwischen Granitoiden des Inselbogen- und des kontinentalen Kollisionsbereichs zu liegen kommen.
Chondrit-normalisierte Spurenelementdiagramme bestätigen den medium-K, kalkalkalischen Charakter der Gesteine. Es darf daher angenommen werden, dass aus den subduzierten ozeanischen Gesteinen Flüssigkeiten ausgepresst wurden, die sodann in den darüberliegenden Mantelkeil einwanderten und unter Anreicherung von LILE und LREE diesen zum Aufschmelzen brachten.

### Isotopenverhältnisse
| Isotopenverhältnis | Tonalit 1  | Tonalit 2  |
| ------------------ | ---------- | ---------- |
| 87Sr/86Sr          | 0,708122±2 | 0,707920±8 |
| εSr                | 43,4       | 43,5       |
| δ18O               | 8,1        | 8,3        |

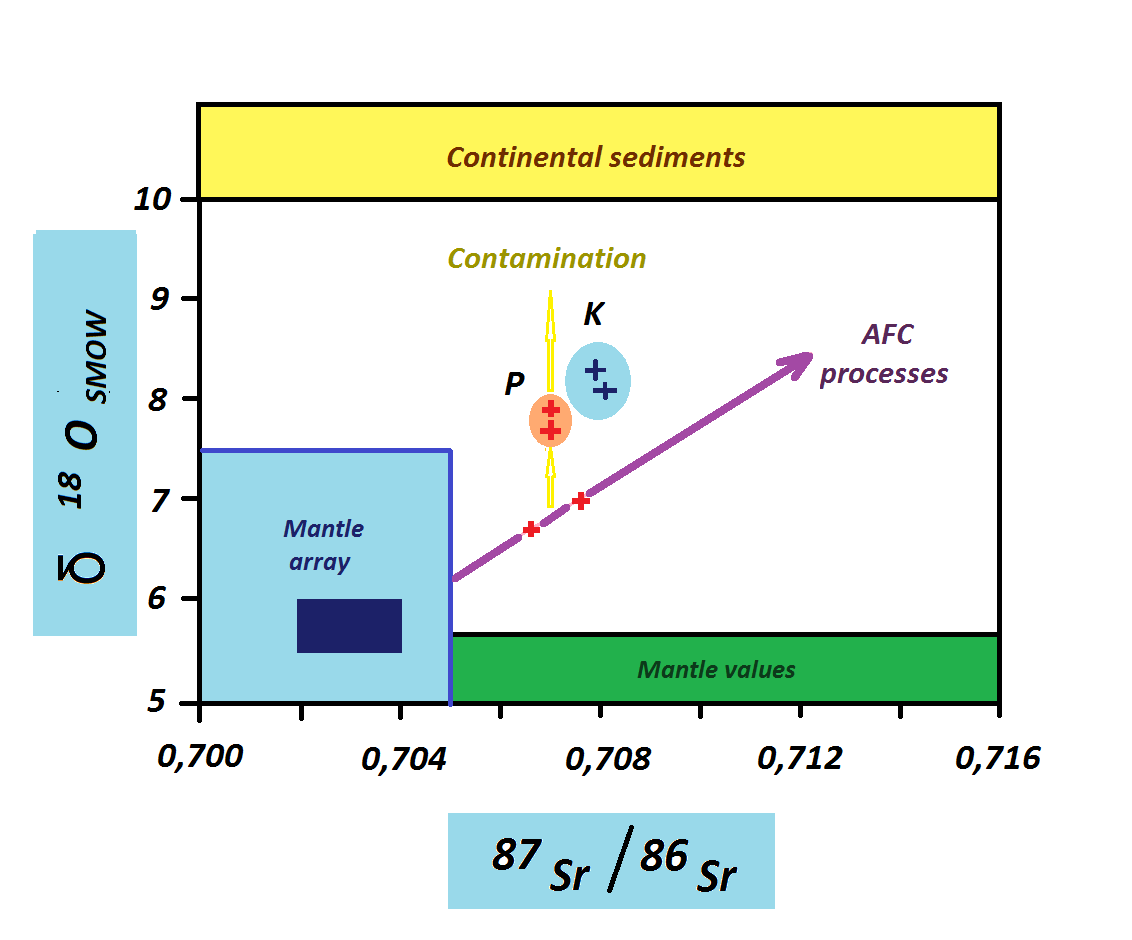
Position der Karawankentonalite (K) im Vergleich zu den Magmatiten des Pohorje-Plutons (P) im δ^{18}O-^{87}Sr/^{86}Sr-Diagramm. Die Tonalite sind wesentlich stärker durch krustales Magma kontaminiert.

Das Isotopenverhältnis 87Sr/86Sr ist mit einer Variationsbreite von 0,707385 bis maximal 0,710066 relativ hoch – höher als bei den benachbarten Granodioriten des Pohorje-Plutons. Auch die δ18O-Werte sind erhöht. Beide Faktoren zusammen genommen verweisen auf eine signifikative Kontamination des Tonalitmagmas durch krustales Magma.

## Struktureller Aufbau
Der Pluton besteht räumlich aus einer mehr oder weniger vertikal stehenden Tonalittafel, die zur Periadriatischen Naht parallel läuft. Nach Norden verflachen die Einfallswinkel der Foliation zusehends und es bildet sich ein nach Süden einfallendes Bogengewölbe. Erhaltene Dachbereiche des Plutons oberhalb des flacher liegenden Gewölbes deuten darauf hin, dass die Intrusion eine aufgebeulte Domstruktur innerhalb des umschließenden Austroalpins bildet. Das Achsenverhältnis X/Z (Englisch aspect ratio) von magmatischen Einschlüssen übertrifft nur selten 3:1 und dürfte daher bereits oberhalb des Solidus angelegt worden sein – wie dies weniger stark deformierte Plutone nahelegen. Das heutige Achsenverhältnis des gesamten Tonalitplutons ist 18:1. In einem Flinn-Diagramm kommen die Einschlüsse im Abplattungsfeld zu liegen und verweisen auf eine transpressive Verformung. Die parallel zur Hauptstörung liegenden Abplattungsflächen drehen mit zunehmender Entfernung mehr und mehr in die Horizontale. Parallel zur Hauptstörung verlaufen noch einige Nebenstörungen, zumeist ebenfalls steilstehend und mit gleichem, manchmal auch antithetischem Schersinn.

## Tektonik
Die bereits schon im magmatischen Zustand angelegte alldurchdringende Foliation wurde unter den Bedingungen der unteren Grünschieferfazies erneut duktil überprägt. Die Temperatur des tonalitischen Magmas wird mit 750 bis 800° abgeschätzt. Die Maximaltemperaturen in den Hüllgesteinen lagen bei rund 300 °C. Unter der Annahme eines hohen Temperaturgradienten entspricht dies einer Platznahmenteufe von 8 bis 10 Kilometer bzw. einem Umgebungsdruck von 0,35 bis 0,5 GPa. Auf der Südseite der Periadriatischen Naht fanden jedoch nur spröde Verformungen statt – dies bedeutet, dass die Periadriatische Naht in den Karawanken wie auch in den Zentralalpen einen spröd/duktilen Übergang darstellt.

## Alter
Der Karawanken-Tonalitpluton konnte von Scharbert (1975) mit 28 ± 4 und mit 29 ± 6 Millionen Jahren datiert werden. Demnach hat er ein oligozänes Alter (Grenze Rupelium/Chattium).